# Aleksandr Osipow (polityk)
Aleksandr Wasiljewicz Osipow (ros. Александр Васильевич Осипов, ur. 1899 we wsi Jerszowo w guberni saratowskiej, zm. po 1956) – radziecki działacz partyjny.

## Życiorys
Skończył 6 klas szkoły realnej w Saratowie, 1918 został członkiem RKP(b), 1918-1919 był agitatorem Wydziału Wojennego Saratowskiego Gubernialnego Komisariatu Wojskowego i pomocnikiem wojenkoma 50 Dywizji oraz wojenkomem pułku, a 1919-1921 kierownikiem Sekcji Tajno-Szyfrowej Saratowskiego Gubernialnego Komisariatu Wojskowego. Od 1921 był szefem wydziału sztabu sekcji specjalnego przeznaczenia Moskiewskiego Okręgu Wojskowego, potem kierownikiem Oddziału Administracyjnego Zarządu Banku Państwowego, następnie do 1925 przewodniczącym lokalnego komitetu Zarządu Banku Państwowego, a 1925-1928 zastępcą kierownika Wydziału Administracyjnego Moskiewskiego Gubernialnego Oddziału Radzieckich Pracowników Handlowych. W latach 1928–1931 kierował Wydziałem Informacyjnym i Wydziałem Organizacyjnym Moskiewskiej Gubernialnej/Obwodowej Rady Związków Zawodowych, a 1931-1934 Wydziałem Organizacyjnym Stalińskiego Komitetu Rejonowego WKP(b) w Moskwie, 1934-1935 był przewodniczącym komitetu budowlanego "Metrostroja", a 1935-1937 sekretarzem Stalińskiego Komitetu Rejonowego WKP(b). W sierpniu-wrześniu 1937 był II sekretarzem Komitetu Obwodowego KP(b)U w Doniecku, od 30 sierpnia 1937 do 26 grudnia 1938 członkiem KC KP(b)U, od października 1937 do maja 1938 p.o. I sekretarza, a od maja do grudnia 1938 I sekretarzem Komitetu Obwodowego KP(b)U w Charkowie. Od 18 czerwca do 26 grudnia 1938 był zastępcą członka Biura Politycznego KC KP(b)U, następnie pozostawał w dyspozycji KC WKP(b), potem do lipca 1939 kierował Wydziałem Kultury Fizycznej i Sportu Wszechzwiązkowej Centralnej Rady Związków Zawodowych.
11 lipca 1939 został aresztowany, następnie skazany, później wypuszczony.